# The Rising of the Shield Hero
Tate no Yūsha no Nariagari (盾の勇者の成り上がり?) o también conocida por su nombre en inglés The Rising of The Shield Hero (El ascenso del héroe del escudo), es una serie de novelas ligeras escritas por Aneko Yusagi. Originalmente serializada como novela web, fue adquirida por Media Factory quien amplió la historia y la publicó con ilustraciones de Seira Minami. La serie fue adaptada al manga por Aiya Kyū y publicada por Media Factory en la revista mensual Cómic Flapper. Una adaptación a serie de anime producida por Kinema Citrus fue emitida entre enero y junio de 2019. En septiembre de 2019, se confirmó la producción de una segunda y tercera temporada.
En una conferencia del evento de la Virtual Crunchyroll Expo 2020, se anunció el estreno de una segunda temporada de anime para septiembre de 2021. Sin embargo, se retrasó hasta abril de 2022 debido a la pandemia de COVID-19.
Una cuarta temporada ha sido anunciada.

## Argumento
Naofumi Iwatani fue invocado en un mundo paralelo junto a otras tres personas para convertirse en los héroes de ese mundo. Cada uno de los héroes fue equipado con su propia arma legendaria cuando fueron convocados. Naofumi recibió el Escudo, el único equipo defensivo, mientras que los otros recibieron armas capaces de atacar. Debido a la falta de carisma y experiencia, Naofumi terminó con una sola compañera de equipo la cual lo traiciona haciéndolo pasar como un criminal haciendo que tanto su reputación como su personalidad a ojos de otros y así mismo cambien a un ser antipático y deprimente perdiendo la confianza en los demás, debido a que su arma es defensiva Naofumi consigue aliadas para ayudarlo en combate, como Raphtalia una semi-humana mapache, Filo una filolial y Melty una princesa guerrera, que pronto formarán algo más que un simple grupo.

## Personajes

### Principales
Naofumi Iwatani (岩谷 尚文 Iwatani Naofumi?)
 Seiyū: Kaito Ishikawa, Alan Bravo (español de América), Luis Torrelles (español castellano)
Es el Héroe del Escudo y el protagonista. Era un estudiante otaku exitoso de Universidad antes de ser convocado a Melromarc cuando leía la historia de los cuatro héroes legendarios. En un principio una persona de mente abierta y entusiasta con su situación, su personalidad cambió drásticamente por culpa de la falsa acusación de violación por Myne; se volvió oscuro, cínico, lleno de ira y resentimiento, además de ver su deber de héroe como una carga, pese a ello sigue siendo una persona generalmente agradable. Él experimenta un lento inicio debido al incidente y la discriminación por parte del rey y los ciudadanos de Melromarc, ocasionando que su nivel sea más bajo que los otros héroes; a medida que avanza la historia desarrolla muchas habilidades y escudos que le permiten incluso eclipsar a los demás. De los cuatro, es el único que ha aprendido el lenguaje escrito con ayuda de Raphtalia; debido a que no tiene fondos de la corona ni trabajos del gremio debe recurrir al comercio para sobrevivir, creando medicinas a través de recetas, recogiendo materiales para artesanías o aceptando trabajos particulares. A pesar de su papel como héroe (y a diferencia de los típicos protagonistas) Naofumi está dispuesto a recurrir a tácticas deshonestas para obtener mejores resultados, dejando de lado los principios morales o éticos, al punto en que en ocasiones disfruta de actuar como un villano para su diversión, pero a su vez esa actitud es muy criticada por otros héroes e incluso sus propios aliados. También es el único que trata a ese mundo como un mundo real y no como un juego, al contrario de los otros héroes cuyo comportamiento es muy imprudente y negligente. Después de "perder" lo único que valoraba en el mundo (Raphtalia) en un duelo injusto con Motoyasu, Naofumi cayó en la desesperación total y, sin saberlo, desbloqueó la Serie de Maldición. Tiempo después Naofumi usó por primera vez el Escudo de la Ira cuando pensó que Filo había sido asesinada mientras luchaba contra el Dragón Zombie (el Emperador Dragón Gaelion). Furioso, encuentra el Escudo de la Ira dentro de la Serie de Maldición y usa su peligroso poder para destruir al dragón. Sin embargo, como casi es consumido por el odio, Raphtalia ayuda a Naofumi a controlarse, pero es profundamente maldecida por las llamas del Escudo en el proceso. Como resultado, Naofumi decide usar este escudo extremadamente poderoso pero peligroso solo cuando sea necesario. Durante la tercera ola, los héroes se enfrentan al poderoso Devorador de Almas. Naofumi decide usar el Escudo de la Ira. Sin embargo, descubre que ha sido actualizado al Escudo de la Ira II por absorber el núcleo del emperador dragón del Dragón Zombie. Cuando usó el escudo, la armadura de Naofumi cambió de aspecto al igual que su escudo y la ira del dragón se había agregado a la suya. Con este escudo mejorado, usó la habilidad Dama de Hierro para destruir al Devorador de Almas. Sin embargo, cuando Glass apareció, trató de usarlo de nuevo en ella, pero fue ineficaz. Durante la pelea con el Papa, Naofumi se vio obligado a liberar toda su ira, su escudo se actualiza al Escudo de la Ira III. Como resultado, pudo defenderse contra los poderosos ataques del Papa. Para derrotar al Papa, Naofumi usó el Sacrificio de Sangre que derrotó al Papa, pero casi mata a Naofumi en el proceso. La maldición resultante del Sacrificio de Sangre es que todas las estadísticas, excepto la defensa, se redujeron en un 30%. Esta maldición tardaría meses en recuperarse. Mientras estaba en el mundo de Glass, Naofumi usó un nuevo conjunto de armaduras con la piedra central del dragón del Emperador Dragón Demonio. Con esto, el Escudo de la Ira III se actualizó al Escudo de la Ira IV. La ira del extremadamente poderoso Dragón Demonio se agregó al escudo, lo que lo hizo aún más difícil de controlar. Gracias a la interferencia del Dragón Demonio, Naofumi también pudo lanzar magia de aura de clase de sacrificio que aumentó en gran medida las habilidades del objetivo a cambio de una maldición que reduce sus estadísticas en un 30%. Naofumi, Raphtalia y Filo fueron infligidos por esta maldición durante unos meses. Después de que los héroes lucharan contra el Dragón Demonio y lo derrotaran, la rareza del Escudo de la Ira se incrementó a AF (nivel artefacto), lo que lo convierte en el arma más potenciada que Naofumi ha visto. Finalmente, con la ayuda de Atla al morir durante la batalla contra los Fénix, Naofumi desbloqueó el Escudo de la Compasión de la Serie de Bendición que suprimió las maldiciones y los efectos del Escudo de la Ira. Como resultado, Naofumi pudo volver a sentir las emociones adecuadas y pudo empatizar con los demás. Este escudo también era extremadamente poderoso y superponía sus efectos con otros escudos. Durante la misión de los héroes de rescatar a Kizuna de Miyaji, las Armas Legendarias de Naofumi e Itsuki fueron suprimidas y casi fueron asesinados. Sin embargo, el Espejo Vasallo y el Libro Vasallo aparecieron justo a tiempo para salvar a los héroes. Ambas armas intentaron hacer de Naofumi su usuario, pero solo el Espejo Vasallo tuvo éxito. Con su ayuda, Miyaji y sus compañeros fueron derrotados y Naofumi siguió siendo el portador del Espejo Vasallo. El Espejo Vasallo funciona de manera similar al Escudo Legendario, excepto que se especializa en defender y reflejar ataques mágicos. También tiene una amplia gama de habilidades de transporte.
Raphtalia (ラフタリア Rafutaria?)
 Seiyū: Asami Seto, Jocelyn Robles (español de América), Clara Schwarze (español castellano)
Es una semi-humana con apariencia de mapache, cuando Naofumi la compra al mercader de esclavos su apariencia es la de una niña de 10 años, pero conforme sube de nivel su aspecto cambia a la de una joven mujer de 18 años. Vivía con sus padres en una aldea cerca de la costa cuando la primera ola comenzó. Junto con sus padres, intentando escapar de un monstruo con forma de un perro gigante de tres cabezas, terminan acorralados en un acantilado. Conscientes de que no podrían escapar deciden sacrificarse por su hija, arrojando a Rapthalia por el acantilado mientras ellos encaran al monstruo. Posteriormente fue secuestrada por los caballeros de Melromarc y vendida como esclava a un noble que la torturó física y emocionalmente hasta dejarla como un caparazón de su antiguo yo, enferma y al borde de la muerte. Naofumi la compró y cuidó de ella, no por bondad o altruismo sino para que fuera su compañera y pudiera atacar a sus oponentes (ya que nadie quería hacer equipo con él y no puede atacar directamente), aun así logró superar sus traumas pasados y hacer que Naofumi se abra poco a poco a los demás nuevamente y reflexione acerca de sus motivos para ser un héroe. Se considera la espada de Naofumi siendo una espadachín hábil, mientras viaja por el mundo de Kizuna, es elegida como la portadora de la Katana Vasalla, también se especializa en magia de Luz / Oscuridad, ya sea para hacerse invisible o crear ilusiones. En la novela web, Raphtalia empuñaba el Martillo Vasallo.
Filo (フィーロ Fīro?)
 Seiyū: Rina Hidaka, Jessica Ángeles (español de América), Laura Fernández (español castellano)
Es un monstruo con forma de ave de la raza filo-rial; éstos, conforme suben de nivel, van cambiando su apariencia hasta alcanzar un tamaño similar a una avestruz, generalmente son utilizados como caballos, suelen tener  cierto apego a sus carretas, son muy veloces, tienen cierta enemistad con los dragones, cuentan con un apetito insaciable y son omnívoros. Parece ser que si los héroes son dueños de algún filo-rial este puede volverse un candidato a rey o reina de los filo-rial, poseyendo una fuerza y velocidad de ataque más altas que los miembros normales de su especie. Además, ella posee la capacidad única de cambiar de forma en una joven rubia con alas, que conserva la fuerza de su verdadera forma. En la novela web, Filo empuñaba la Garra Vasalla.

### Héroes Convocados

#### Héroes Legendarios
Motoyasu Kitamura (北村 元康 Kitamura Motoyasu?)
 Seiyū: Makoto Takahashi, Abraham Vega (español de América), Jordi Nogales (español castellano)
Es el Héroe de la Lanza, convocado a Melromarc a luchar contra las olas, en general es una buena persona. Demuestra ser inmensamente crédulo e ingenuo por lo que es fácilmente engañado por personas manipuladoras o por mentiras muy obvias, además es despreciado por sus compañeros héroes por sus hábitos de mujeriego empedernido. En un principio Naofumi pensó que trabajaron juntos en la mentira de la que lo inculparon, pero avanzando la historia se vio que simplemente es muy crédulo, delirante y estúpido, simplemente no se da cuenta cuando es manipulado o cuando sus acciones ocasionan terribles consecuencias debido a que al igual que sus compañeros héroes (excepto Naofumi) piensa que el mundo es un juego. Más tarde, es abandonado por su equipo y dado por muerto durante la batalla con el Espíritu Tortuga, dejándolo críticamente deprimido. Consolado por Filo, decide volver a dedicar sus esfuerzos a ganarse su corazón y busca la aprobación de Naofumi para casarse con ella; llevando a muchos a cuestionar su estabilidad mental y causando angustia a Filo con sus avances no deseados. Desbloquea las Lanzas de la Lujuria y la Envidia de la Serie de Maldición después de la traición de Malty, y después de usarlas como resultado sus secuelas son: ver / escuchar a la mayoría de las mujeres como cerdos chillones, su estado mental se deteriora aún más. Más imprudente en sus acciones que nunca, solo Filo y Naofumi logran que escuche la razón. Motoyasu es protagonista de una novela spin-off titulada The Reprise of the Spear Hero, donde en una línea de tiempo alternativo, él obtiene una nueva habilidad que es de regresar en el tiempo tras morir en una batalla y la usa para salvar a Naofumi de los planes del Rey y de Malty, además de conquistar a Filo. 
Ren Amaki (天木 錬 Amaki Ren?)
 Seiyū: Yoshitsugu Matsuoka, Bruno Coronel (español de América), Sergio Rodríguez (español castellano)
El Héroe de la Espada. El más joven de los héroes, Ren era un estudiante de secundaria antes de ser convocado después de ser asesinado tratando de salvar a un amigo de la infancia. Solitario por naturaleza, hace todo lo posible por mantener su imagen de hombre cool intacto. Al mando de la mayor lealtad, prefiere dirigir su equipo como un gremio y solo trabajar directamente juntos cuando aparece un monstruo poderoso creyendo que cada miembro solo es responsable de sí mismo. A pesar de estar dispuesto a escuchar las afirmaciones y consejos de Naofumi, su naturaleza condescendiente hacia aquellos en niveles más bajos que él mismo todavía conduce a la tensión entre los dos, debido a su creencia que el mundo es igual a su videojuego (al igual que los otros héroes menos Naofumi) donde el nivel era más importante que la habilidad, sin embargo este método de fortalecimiento es muy ineficiente. Para la diversión de sus compañeros héroes, le tiene miedo al agua y no puede nadar. A pesar de su arrogancia es más consiente de sus acciones y prefiere ser más observador al momento de presentarse circunstancias poco claras o engañosas. Después de que todo su equipo es asesinado por el Espíritu Tortuga, cae en un estado de negación y dolor. A pesar de los intentos iniciales de Naofumi de ayudarlo, en cambio recurre a Malty en busca de apoyo emocional y pronto le roban sus pertenencias. Disfrazado, recurre al robo para salir adelante y se convierte en el líder de un grupo de bandidos; desbloqueando las Espadas de la Codicia y la Gula de la Serie de Maldición en el proceso. En su estado maldito, Eclair lo vuelve a desafiar y es derrotado fácilmente. Finalmente, dispuesto a aceptar la responsabilidad de sus errores pasados e incapaz de ganar experiencia o dinero como resultado del uso de sus armas malditas, elige quedarse en la aldea de Naofumi y convertirse en alumno de Eclair.
Itsuki Kawasumi (川澄 樹 Kawasumi Itsuki?)
 Seiyū: Yoshitaka Yamaya, Diego Becerril (español de América), Iván Priego (español castellano)
El Héroe del Arco. Itsuki era un estudiante de secundaria antes de ser convocado, ya que fue asesinado después de que un camión grande girara a la izquierda repentinamente. Llamándose a sí mismo un aliado de la justicia, tiene un complejo de superioridad y tiene una necesidad innata de atención, a menudo presumiendo de sus hazañas a los demás. Él elige dirigir su equipo de manera similar a un vigilante, principalmente asumiendo misiones que involucran a oficiales corruptos y asistiendo a otros en los momentos más oportunos solo para ser alabado. Dirige su equipo dentro de una estricta jerarquía de antigüedad, y trata a los nuevos miembros del equipo como sirvientes. Al igual que los otros héroes piensa que el mundo es un juego y cuando se le enfrenta por sus acciones imprudentes se niega a creer de manera vehemente que hizo algo mal. Su equipo restante más tarde lo traiciona durante la batalla con el Espíritu Tortuga atándolo y dejándolo por muerto. En un estado de negación, Malty pronto lo engaña para que luche en su nombre en torneos en Zeltoble; creyendo que estaba recaudando dinero para ayudarla a detener a Naofumi de abusar de sus esclavos y extorsionar a los ciudadanos por dinero. Al desbloquear el Arco del Orgullo de la Serie de Maldición, lucha contra Rishia y es derrotado cuando Naofumi y Ren exponen la verdad. Dejado en deuda por Malty y habiendo perdido su voluntad como resultado de su arma maldita, le pide perdón a Rishia y elige quedarse en la aldea de Naofumi mientras se recupera. Durante la misión de los héroes de rescatar a Kizuna de Miyaji, las Armas Legendarias de Naofumi e Itsuki fueron suprimidas y casi fueron asesinados. Sin embargo, el accesorio que suprime al Instrumento Musical Vasallo es destruido como un esfuerzo de equipo y una vez liberado del accesorio de supresión elige a Itsuki Kawasumi como su nuevo portador.
Kizuna Kazeyama (風山 絆 Kazeyama Kitzuna?)
 Seiyū: Miyu Tomita, Estefanía Piedra (español de América)
El Héroe Cazador. Uno de los cuatro héroes legendarios del mundo de Glass, Kizuna estaba jugando un juego de realidad virtual cuando fue convocada. A diferencia de los otros Héroes llamados a luchar contra las Olas, ella fue convocada antes de su aparición y se le encomendó la tarea de derrotar a un Emperador Dragón corrupto. Una mujer de carácter fuerte, le resulta fácil hacer amigos y le gusta viajar por el mundo. Un ávido pescador, los miembros de su equipo a veces tienen que contenerla para ayudarla a mantener su enfoque en las tareas a mano. A pesar de su apariencia, tiene dieciocho años y se enorgullece de ser otaku. Vive en una casa que ella misma construyó junto a Glass. Después de que su equipo derrotó al Dragón Demonio, se encontró en un país hostil y fue arrojada a un laberinto mágico. Para cuando conoce a Naofumi y Rishia, después de haber sido arrojados al laberinto por Kyo, habían pasado varios años. Con la ayuda de Naofumi, pueden escapar y trabajar juntos para encontrar a los miembros de su equipo desplazados. Inicialmente inconsciente de la amenaza de las Olas, ordena a su grupo que cese sus ataques contra el mundo de Naofumi. Ella y su equipo se unen a Naofumi para derrotar a Kyo y prometen trabajar juntos para resolver el misterio de las Olas y salvar sus mundos sin recurrir a matar a sus Héroes Legendarios opuestos. Su arma legendaria puede convertirse en un gran cuchillo de caza o caña de pescar. A diferencia de Naofumi, ella está restringida en sus capacidades de ataque, ya que solo puede atacar monstruos. Después de necesitar ser rescatada por segunda vez, desbloquea la Herramienta de Caza de la Pereza de la Serie de Maldición. Kizuna no aparece en la novela web original, aunque Glass, cerca del final de la historia, menciona a un amigo cercano desaparecido, probablemente refiriéndose a Kizuna.
Shildina (シルディナ Shirudina?)
El Héroe del Ofuda (Talismán). Originaria de Q'Ten Lo, Shildina es la hermana menor de Sadeena y semi-humana con apariencia de Orca. Nacida poco después de que Sadeena hubiera huido, Shildina fue vista como nada más que un sustituto de su genial hermana mayor y cumpliendo con sus deberes abandonados como sacerdotisa y verdugo real, llegando a tener un profundo resentimiento hacia su familia y especialmente hacia su hermana mayor. Shildina aparece por primera vez ante Naofumi disfrazado mientras ayuda a los rebeldes locales a derrocar al gobierno corrupto de Q'Ten Lo; los dos no se dan cuenta de la verdadera identidad del otro. Rápidamente le gusta, le regala a Naofumi un Ofuda que contiene parte de su alma antes de desaparecer. Ella reaparece como el general jefe que lidera el ejército restante de leales al gobierno y desafía a su hermana mayor a un duelo. Habiendo hecho las paces con su hermana mayor, se une a ella para regresar a la aldea de Naofumi. Shildina se muestra como una persona dispersa, tiene poca conciencia de su entorno y a menudo pierde la noción de hacia dónde va. Al igual que su hermana, coquetea regularmente con Naofumi y, a pesar de tener solo 10 años, es una ávida alcohólica; presumiblemente debido a su formación como sacerdotisa. Aunque no tiene tanta experiencia como su hermana mayor, después de haber completado completamente su entrenamiento de sacerdotisa, es capaz de canalizar los espíritus de los guerreros del pasado en sí misma para obtener temporalmente sus conocimientos y habilidades. Habiendo sido convocada para unirse a la batalla contra la Vanguardia de las Olas en el mundo paralelo, Shildina es elegida como la nueva Heroína Legendaria del Ofuda. Mientras que normalmente los Héroes Legendarios son convocados, Naofumi teoriza que ella siempre debió haber sido una de las principales candidatas para empuñar el arma, pero no pudo ser convocada al principio debido a sus deberes iniciales como sacerdotisa.

#### Héroes Astrales o Vasallos
Rishia Ivyred (リーシア アイヴィレッド Rishia Aivireddo?)
 Seiyū: Natsuko Hara, Samanta Figueroa (temporada 1; español de América), Montserrat Aguilar (temporada 2; español de América)
El Héroe del Proyectil Vasallo. Hija de una familia noble menor, fue secuestrada originalmente por un noble corrupto y fue salvada por Itsuki. Habiéndose enamorado de él y admirando su sentido de la justicia, Rishia se unió al equipo de Itsuki. Itsuki, sin embargo, viéndola como una carga, trata de alejarla tratándola más como una sirvienta que como una compañera de equipo. Después de molestarlo inadvertidamente durante la Ola de Cal Mira, Itsuki recurre a incriminarla por romper un objeto importante y la echa. Al ser abandonada y estando emocionalmente frágil, Rishia intenta suicidarse, pero es rescatada por Naofumi y Filo. Sintiendo un espíritu afín en ella y queriendo demostrar que Itsuki está equivocado, Naofumi la lleva a su equipo, con la esperanza de entrenarla en un luchadora capaz. Al conocer al Maestro Hengen Muso, ella es seleccionada para ser su aprendiz y se somete a un fuerte entrenamiento para poder utilizar el chi. Más tarde, cuando Itsuki es corrompido por su arma maldita, ella lo desafía a un duelo con la intención de enseñarle la diferencia entre la justicia y la justicia propia. Por su coraje, el Arco Legendario la elige para empuñar el Proyectil Vasallo (Cuchillos/Bumeranes/Estrellas Arrojadizas); su verdadero poder solo se desbloquea después de su liberación de Takt más adelante. Después de derrotar a Itsuki, ella vuelve a unirse a su equipo y trabaja para ayudarlo a recuperarse de su maldición. Es una joven tímida con poca resistencia, Rishia tiene falta de confianza en sí misma, pero aprende a abrirse después de unirse al grupo de Naofumi. A pesar de estar en un alto nivel, sus estadísticas son notablemente débiles y tienen crecimientos pobres. Es solo en tiempos de crisis que su poder oculto brilla, lo que le permite enfrentarse a oponentes poderosos como Kyo por sí solo. También muestra una notable capacidad de aprendizaje y es una eruditas; lo que lleva a Naofumi a creer que hay estadísticas ocultas en las que se especializa.
Aultcray Melromarc XXXII (オルトクレイ メルロマルク Orutokurai Meromaruku XXXII?)
 Seiyū: Yutaka Nakano, Humberto Solórzano (español de América), Miguel Ángel Jenner (español castellano)
El rey consorte de Melromarc. Su nombre real: Lüge Lansarz Faubrey, Aultcray fue anteriormente heredero del trono de Faubrey. Después de que sus padres fueron asesinados por el Hakuko de Siltvelt y como resultado perdieron su derecho al trono, él y su hermana menor ciega cambiaron sus nombres y mudaron a Melromarc. Poco después se une al ejército de Melromarc y asciende de rango, convirtiéndose en un Héroe nacional, ganando una guerra en curso con Siltvelt y casándose con Mirellia. Su odio a los demi-humanos se intensifica después de que su hermana es asesinada por Hakuko, llevándolo a seguir a la Iglesia de los Tres Héroes y por consecuencia odiando al héroe del escudo ya que el anterior ayudó a los demi-humanos, formando las actuales naciones demi-humanas como Siltvelt. Al hacerse cargo de Melromarc mientras su esposa está fuera por asuntos diplomáticos, hace la vista gorda a los caballeros de Melromarc cuando esclavizan el pueblo de Raphtalia y, a instancias de la Iglesia, ha convocado a los cuatro héroes legendarios. Inicialmente tolerante de que Naofumi fuera el Héroe Escudo, organiza un tribunal canguro luego de que su hija Malty acusa a Naofumi de violación y pone obstáculos para dificultar su vida, como tratar de quitarle su esclava o estancar su crecimiento; su odio llega al punto de creer cualquier acusación en contra de Naofumi sin importar lo superficial, absurda o exagerada que sea y sin siquiera tratar de indagar más sobre la conspiración. Debido a sus acciones una furiosa Mirellia le quita la nobleza y lo pone bajo arresto. Posteriormente se revela que Aultcray rompió los tratados internacionales con países vecinos con respecto a los héroes (se suponía que cada país tendría un héroe) además de que sus acciones contra Naofumi por poco ocasionan una guerra internacional, fue la astucia de Mirellia lo que evitó tales circunstancias, sin embargo hubo consecuencias posteriormente. Aún firme en sus creencias de que el Héroe Escudo no traerá nada más que la ruina a Melromarc, Aultcray inicialmente se mantuvo desafiante ante los intentos de Mirellia de hacer las paces con Naofumi. Cayendo en una profunda depresión por la muerte de su esposa y su sobrina Atla, Aultcray es convencido por Naofumi de estar a la altura de la petición final de Mirellia, reasumiendo su papel de protector de Melromarc como el Héroe del Bastón Vasallo; eligiendo seguir siendo llamado "Escoria" en reconocimiento de sus errores pasados.
Fitoria (フィトリア Fitoria?)
 Seiyū: Sakura Tange, Analiz Sánchez (español de América)
Reina de los Filoriales, esta chica conoce al equipo del Héroe del escudo, buscando a Filo para convertirla en su sucesora. A través de los días que pasan con Fitoria, descubren que ella fue criada por uno de los Héroes hace miles de años. Ella necesita que todos los héroes se lleven bien, el cual fue uno de los deseos del antiguo Héroe. Ella y su grupo defienden las zonas desprotegidas por los actuales héroes (revelándose que las olas no solo afectan Melromarc). Es una figura severa, Fitoria ha llegado a tener una visión pesimista de la humanidad por haber pasando muchos años protegiendo a las personas solo para que prefieran sus luchas internas en vez de unirse para enfrentar las olas. Inmensamente poderosa y tomando en serio sus deberes, está dispuesta a recurrir a cualquier medida para proteger al mundo, incluso si eso significa matar a los héroes legendarios actuales para así convocar a unos nuevos. Al igual que Filo, ella puede tomar el aspecto de una niña. Fitoria es también el actual Héroe del Carruaje Vasallo.
Fohl (フォウル Fouru?)
 Seiyū: Kōhei Amasaki
El Héroe del Guantelete Vasallo y un semi-humano con apariencia de tigre blanco. Nieto del antiguo rey de Siltvelt, viaja a Zeltoble y se vende como esclavo después de que se agoten los fondos dejados por sus padres fallecidos; luchando en coliseos para pagar la medicina de su hermana menor. Él y Atla son comprados más tarde por Naofumi y llevados a su aldea. Agradecido con Naofumi por curar la enfermedad de su hermana, Fohl promete pagarle luchando en las Olas. Miembro de los Hakuko, una especie rara y poderosa de Semi-humanos, Fohl es orgulloso, terco y un artista marcial natural. Profundamente sobreprotector de su hermana menor, a menudo choca con la personalidad inflexible de Atla; haciendo que Naofumi se pregunte quién es más fuerte entre dos. A pesar de ser solo medio semihumano, obtiene la habilidad de transformarse en un Teriantropo y más tarde, con la ayuda de Naofumi, gana la capacidad de usar la aún más fuerte: La Transformación de la Bestia. Prometiendo continuar luchando para honrar los deseos finales de su difunta hermana cuando es herida de muerte durante la batalla contra los Fénix, Fohl es elegido para empuñar el Guantelete Vasallo.
Sadeena (サディナ Sadina?)
 Seiyū: Ami Koshimizu
El Héroe del Arpón Vasallo y una semi-humana con apariencia de Orca proveniente de Q'Ten Lo. Sadeena es una antigua sacerdotisa del santuario. Visto como un prodigio dentro de su clan, Sadeena fue entrenada a la fuerza desde una edad temprana para actuar como la verdugo real y llevarla a detestar a su familia y el liderazgo de Q'Ten Lo. Leal al padre de Raphtalia, un heredero al trono de Q'Ten Lo, se unió a él y a la madre de Raphtalia en su fuga. Lejos en un viaje de pesca durante la Primera Ola, Sadeena no pudo proteger a sus compañeros aldeanos o evitar su esclavitud por los Caballeros Reales de Melromarc. Ella rastrea a los sobrevivientes hasta Zeltoble, y se esclaviza a sí misma como luchadora del coliseo para recomprar su libertad y llevarla a un encuentro casual con el grupo de Naofumi. Una figura materna para sus compañeros aldeanos, lamenta profundamente su fracaso inicial para proteger su hogar y Raphtalia en particular. Actuando como una hermana mayor, hace todo lo posible para proteger a Raphtalia de su historia familiar, sabiendo que podría desencadenar una guerra. Ávida alcohólica, a menudo coquetea con Naofumi, aunque se desconoce cuán ciertos son sus sentimientos. Una luchadora veterana extremadamente capaz, posee suficiente poder para defenderse contra todo el grupo de Naofumi y liberarse voluntariamente de su maldición de esclava; una hazaña que mataría a la mayoría. Sadeena se une al equipo de Naofumi a través de la mayoría de sus batallas posteriores, demostrando ser una aliada poderoso. Debido a haber prometido casarse con un hombre que pudiera superarla, una hazaña que nadie había logrado, se siente atraída por Naofumi después de ver su capacidad innata para evitar emborracharse y coquetea constantemente con él, aunque Sadeena también alienta a Raphtalia a comenzar una relación con él. Empuñando un tridente, usa una mezcla de magia de agua y relámpago y puede aumentar sus estadísticas usando su forma de Teriantropo. Con la ayuda de Naofumi, más tarde es capaz de desbloquear su Transformación de Bestia, lo que le permite volar por el aire como si estuviera nadando. Rescatándolo de la Vanguardia de las Olas mientras viaja por el mundo paralelo, Sadeena es elegida para empuñar el Arpón Vasallo.
Glass (グ ラ ス Gurasu?)
 Seiyū: Megumi Han
Una mujer misteriosa cuyas habilidades son suficientes para derrotar a un jefe de ola y a los héroes legendarios (menos Naofumi) de un solo golpe. Glass aparece por primera vez ante los héroes legendarios durante la tercera ola y desafía a Naofumi a un duelo proclamándose a sí misma su enemiga, reconociéndolo como el único verdadero héroe entre ellos ya que se sintió decepcionada y confundida con los demás héroes, a los que ve como tontos y débiles. Abrumado por su poder, el grupo de Naofumi sobrevive por poco pero su existencia intrigó mucho a Naofumi, pues obviamente tiene relación con la ola mas no es parte de ella debido a que atacó a otros monstruo y estos también son hostiles a ella.
Glass pertenece a un mundo diferente el cual tiene el mismo fenómeno de las olas. En éste, Glass es el Héroe del Abanico de las armas Vasallas (el equivalente a los héroes Astrales, en el mundo de Naofumi). Glass invade el mundo de Naofumi con la intención de matar a los héroes sagrados ya que tiene la creencia que con esto el mundo de Naofumi será destruido y así salvará el suyo.  Ella aparece de nuevo ante Naofumi durante la Ola de Cal Mira para ayudar a sus aliados a matarlo, pero se ven obligadas a retirarse después de que Naofumi descubre su debilidad. Ordenada por su arma para matar a Kyo después de que él se vuelve rebelde, ella forma una alianza con Naofumi para derrotarlo; eventualmente reuniéndose con Kizuna en el proceso. Inicialmente despreciando a Naofumi, ella llega a respetarlo y está agradecida por su ayuda para rescatar a Kizuna. Como señal de amistad, Naofumi la deja con una receta de Agua curativa para el alma, para ayudarla a cubrir su debilidad en futuras batallas.
L'Arc Berg (ラルクベルク Rarukuberuku?)
 Seiyū: Jun Fukuyama, Jaume Cuartero  (español castellano)
El Héroe de la Guadaña Vasalla. El joven rey de un país que trabaja con el Héroe de la Caza, es elegido para empuñar la Guadaña Vasalla y se une al equipo de Kizuna tras su convocatoria. Una persona relajada, le gusta viajar y luchar a pesar de sus deberes como rey. Él y su compañera, Therese, viajan en secreto al mundo de Naofumi, con la esperanza de encontrar y derrotar a los Héroes Legendarios para salvar su propio mundo. L'Arc se hace amigo de Naofumi cuando viajan a las islas de Cal Mira para entrenar, ofreciéndose a formar equipo durante su estancia. Al escuchar rumores de que el Héroe del Escudo es un criminal, insiste en que Naofumi no podría ser el Héroe Legendario, creyendo que es una buena persona y llamándolo "niño" en su lugar. Es solo durante la Ola de Cal Mira que se da cuenta de quién es Naofumi y lo desafía, pero se ve obligado a retirarse. Más tarde regresa y se alía con Naofumi para derrotar a Kyo; renunciando a su objetivo de matar a los Héroes Legendarios por orden de Kizuna. L'Arc no aparece en la novela web.
Etnobalt (エスノバルト Esunobaruto?)
 Seiyū: Kengo Kawanishi, Alfonso Vallés (español castellano)
El Héroe del Barco Vasallo. El líder de la especie Conejo de biblioteca, una raza de eruditos que habitan el mundo paralelo. Al igual que la especie filolial, tiene la capacidad de tomar la forma de un niño pequeño. Presentado a Naofumi por Kizuna, utiliza su conocimiento en la creación de Shikigamis / Familiares para ayudar en la búsqueda de sus amigos desaparecidos y más tarde se une a la batalla contra Kyo. Un individuo reservado, debido a que su especie no es adecuada para el combate, generalmente se desempeña como apoyo en la batalla. Inicialmente presentado como el héroe del Barco Vasallo, dándose a sí mismo la capacidad de volar y transportar aliados, posteriormente es robado por la Vanguardia de las Olas. Durante la batalla contra Hidemasa, Ethnobalt es elegido para ser el nuevo Héroe del Libro Vasallo, dándole la capacidad de tomar acción ofensiva en la batalla. 
S'yne Lokk (セイン ロック Sein Rokku?)
 Seiyū: Maria Naganawa
El Héroe del Set de Costura Vasallo. La única sobreviviente de un mundo que había sido destruido después de que sus Héroes Legendarios fueron asesinados, ella estaba inicialmente en el mundo de Naofumi en un intento de matar a los Héroes Legendarios de su mundo. Sin ningún propósito, se disfraza y se une al coliseo de Zeltoble, ascendiendo rápidamente para convertirse en la mejor luchadora. Ella se enfrenta al equipo de Naofumi en la final de un torneo y es derrotada por poco. Después, ella reaparece en la aldea de Naofumi, con la esperanza de unirse a su equipo en la lucha contra la Vanguardias de las Olas y ofreciendo las ganancias de sus combates del coliseo. El arma principal de S'yne es un par de tijeras y puede atar a sus oponentes usando hilos. Ella puede crear familiares de animales de peluche, para pelear y hablar en su nombre, y también usa alfileres de costura especiales que le permiten teletransportarse a la ubicación de Naofumi. Tranquila y a menudo sin emociones, S'yne llega a tener un profundo respeto por Naofumi; colocando sus alfileres en su armadura para que pueda seguirlo en todo momento. Debido a la destrucción de su mundo natal, la función de traducción de su arma se rompe, dejando su habla parcialmente estática. S'yne no aparece en la novela web.

### Antagonistas
Malty S. Melromarc (マルティ S メルロマルク Maruti S Meruromaruku?)
 Seiyū: Sarah Emi Bridcutt
La ex primera princesa de Melromarc y antagonista principal de la serie. Malty fue la primera (y única) persona en unirse a Naofumi al principio, pero poco después, ella le robó el dinero y su ropa, y luego afirmó que la violó. Ella se une al grupo de Motoyasu, creyendo que su buena apariencia podrá ayudarla a pararse dentro de la nobleza de Melromarc. Mientras está en el grupo de Motoyasu, ella actúa como su segunda al mando, aprovechando su credulidad y manipulándolo para que haga su trabajo sucio o haciendo más miserable la vida de Naofumi. A pesar de la amabilidad de Motoyasu, ella lo insulta a sus espaldas y vende a los demás miembros de su equipo a la esclavitud sexual si se interponen en su camino. Especializada en magia de fuego, Malty es sádica, hambrienta de poder y manipuladora. Ella usa su apariencia y estado para 
controlar a los demás, a menudo apelando a sus egos o aprovechando su ingenuidad. Posteriormente, es desenmascarada frente a todo el reino, su padre y frente a Motoyasu, por órdenes de la reina, en dicho juicio se descubren todos los actos injustos que cometió contra Naofumi, poniéndole una cresta de esclavo, la cual le impide mentirle a la reina y a Motoyasu. En lugar del impulso de Naofumi por la pena de muerte, su nombre se cambia legalmente a "Perra". Malty desarrolla un odio hacia Naofumi, ya que arruinó sus planes de convertirse en reina, a tal punto de engañar a los demás héroes que Naofumi es el responsable del ataque de la Tortuga Espiritual y otros actos delictivos que ella comete. Ella se queda en el grupo de Motoyasu para poder pagar sus deudas; Motoyasu todavía cree en sus mentiras. Ella y sus seguidores, sin embargo, abandonan Motoyasu durante la batalla con el Espíritu Tortuga. Ahora, una criminal buscada, se da a la fuga, manipulando y robando a Ren e Itsuki en el proceso. Al viajar a Faubery, Malty se une brevemente al harén de mujeres de Takt y trabaja con él para robar las armas legendarias y matar a su familia a cambio de eliminar su maldición de esclava. A partir de entonces, ella se revela como miembro de la Vanguardia de las Olas, ayudándolos a robar las Armas Legendarias del mundo de Kizuna. En el primer enfrentamiento con Naofumi e Itsuki, la magia de Malty se refleja en ella por el Espejo Vasallo recién adquirido por Naofumi, quemándose severamente. En la siguiente batalla en la que participa, las fuerzas de vanguardia le otorgan a Malty el uso del Látigo Vasallo, solo para ser apuñalada en la espalda por Lyno, una ex víctima suya a quien no reconoció y acompañaba al grupo de Malty como un espía para la reina. Lyno logra tomar el látigo y mata a Malty, pero por razones desconocidas, su alma es salvada. En la novela web se revela que ella es un fragmento de la diosa Medea Pideth Machina, cuyo objetivo es unir los ocho mundos que componen el Mundo de los Héroes y devorar su energía.
Mald (マルド Marudo?)
 Seiyū: Taiten Kusunoki
Apodado como "Armadura" por Naofumi debido a que nunca se le vio sin usar una armadura pesada y la falta general de interés en recordar su nombre, Mald es un exmiembro del grupo de Itsuki. Habiéndose unido al grupo de Itsuki para aumentar su propio sentido de superioridad. Desprecia a Naofumi y a todos los semihumanos. Ve a cualquiera que no esté de acuerdo con él como malvado. Molesto con el éxito de Naofumi y la falta de éxito de Itsuki, Mald se une a sus compañeros de equipo para abandonar a Itsuki durante la batalla contra el Espíritu Tortuga atándolo y dejándolo por muerto. Uniéndose a Malty y sus aliados mientras escapan de Melromarc, él la ayuda a engañar a Itsuki para que luche en el coliseo de Zeltoble. Junto a Malty, Mald reaparece ante Naofumi e Itsuki en el mundo de Kizuna como miembro de la Vanguardia de las Olas. Habiendo robado el poder del Hacha Vasalla, los ayuda a robar armas legendarias y vasallas. Sin embargo, después de su derrota inicial, Mald hace que las fuerzas de Vanguardia le quiten el Hacha, mientras que le permite a Itsuki derrotarlo y capturarlo fácilmente durante su próximo encuentro. Mald es devuelto al mundo de Melromarc poco después con la expectativa de que será interrogado y ejecutado.
Biscas T. Balmus (ビスカッティ バルマス Bisukatti Barumasu?)
 Seiyū: Takayuki Sugou
Sumo Sacerdote de La Iglesia de los Tres Héroes, la religión primaria de Melromarc que ve al Héroe del Escudo como un demonio. Originalmente una parte de la Iglesia de los Cuatro Héroes, que adoraba a los Héroes Legendarios por igual, la Iglesia se separó debido al resentimiento racial cuando un ex Héroe del Escudo ayudó en la fundación de naciones Semi-Humanas como Siltvelt. La Iglesia domina entre los ciudadanos de Melromarc y protege el reloj de arena de la era de los dragón del país; una herramienta utilizada para subir de clase, predecir las olas para los héroes legendarios y restablecer el nivel de los criminales. Después de que la reina Mirellia, que no sigue sus creencias, se fue en una gira diplomática por el mundo, la Iglesia usó su influencia con el rey Aultcray para convocar prematuramente a los Héroes Legendarios; con la esperanza de manipular a Motoyasu, Ren e Itsuki para obtener más poder mientras hacen la vida de Naofumi más difícil. Sin embargo, a pesar de sus esfuerzos, la heroicidad de Naofumi y la incompetencia general de los Tres Héroes restantes hace que comiencen a perder influencia entre la población. Tomando medidas drásticas, intentan inculpar a Naofumi de secuestrar a la princesa Melty. Llegando a la conclusión de que Motoyasu, Ren e Itsuki son falsos Héroes y proclamándose a sí mismo como un Dios, el Sumo Sacerdote lidera a sus seguidores en un intento de eliminar a los cuatro Héroes Legendarios y derrocar a la familia real. Con la ayuda de Mirellia que regresa, Naofumi mata al Sumo Sacerdote con el Escudo de la Ira mientras sus seguidores son arrestados. Después, Mirellia aprovecha la oportunidad política para proclamar a la Iglesia como herética y prohibirla.
El Dragón Zombie (ドラゴンゾンビ Doragonzonbi?)
 Seiyū: Ryūzaburō Ōtomo
Un Emperador Dragón llamado Gaelion, que era el padre adoptivo de Wyndia. En el pasado tuvo esposa e hijos, pero a partir de la convocatoria de Naofumi, en su mayoría todos se habían ido. En un momento dado, Gaelion adoptó a la abandonada Wyndia. Vivían felices juntos y el viejo Gaelion le enseñó a Wyndia cómo vivir y usar la magia, más tarde fue encontrada por los aldeanos cercanos y fue vendida como esclava. El emperador dragón fue originalmente asesinado por Ren Amaki, el Héroe de la Espada antes de reanimarse en el Dragón Zombie, después de escuchar la noticia de un dragón causando estragos en los lugareños de la Aldea Mirso. Después de matar al dragón, dejó que el cadáver se pudriera, haciendo que contaminara la tierra y propagara enfermedades por toda la aldea, lo que finalmente conduce a la reanimación del cadáver. Naofumi y su equipo tuvieron que limpiar más tarde después del desastre que el Héroe de la Espada había dejado atrás. Después de enterarse del incidente del Dragón Zombie y las quemaduras de maldición que Raphtalia había sido infligida, Ren se disculpó tanto con Naofumi como con Raphtalia por los problemas que había causado. Más tarde se reveló que los lugareños de la Aldea Mirso engañaron a Ren para que matara al emperador dragón para que pudieran obtener los tesoros de la guarida del dragón después de que fue asesinado. Ren, sin embargo, todavía no era consciente de ese hecho, también sabe que el dragón que mató era el padre adoptivo de Wyndia quien fue vendida como esclava debido a sus acciones. Después de los eventos del incidente del Emperador Dragón Demonio, el Gaelion original ahora comparte el mismo cuerpo que el dragón mascota de Naofumi que comparte el mismo nombre. 
El Emperador Dragón Demonio
Un Emperador Dragón del mundo paralelo, que antes del comienzo de la serie, intentó conquistar a la humanidad. Derrotado por el héroe de caza Kizuna y sus aliados, sus restos son tomados y utilizados para forjar nuevas armas. En preparación contra Kyo, Naofumi es dotado con parte de su núcleo de dragón, fusionándolo involuntariamente con el núcleo del Emperador Dragón Gaelion para potenciar su escudo. Ahora dentro del Escudo Legendario, el Dragón Demonio elige esperar su tiempo y secretamente ayuda a Naofumi en su batalla contra Kyo. Él hace presencia completamente después de que Gaelion es poseído por el Emperador Dragón Gaelion secuestrando la conexión entre ellos, Naofumi y Filo; que previamente se habían potenciado usando núcleos de dragón. Absorbiendo el poder de sus víctimas, usa a Naofumi como médium y toma su fuerza del Escudo de la Ira; convirtiéndose en una encarnación de la oscuridad interior de Naofumi llamada el Dragón de la Ira. Tras su derrota, ya no puede mantener su forma física, se retira al interior del Escudo Legendario y al cuerpo de Filo, prometiendo regresar si Naofumi permite que su ira tome el control nuevamente. Buscando contramedidas en la lucha contra las Vanguardias de las Olas, Naofumi y Kizuna eligen a regañadientes revivir al Dragón Demonio usando los restos de su núcleo. Renacido como un dragón femenino y puesto bajo la propiedad de Kizuna, el Dragón Demonio reconociendo la amenaza en cuestión acepta un trato con sus rivales. Habiendo tomado un gusto por Naofumi y jurandole lealtad a él, ella comparte su conocimiento de la magia antigua y los recursos de su reino caído, aunque a menudo acosa sexualmente a Naofumi también, para su disgusto. A pesar de su alianza, ella inquieta a sus aliados en la batalla devorando almas de enemigos caídos y convirtiendo sus cadáveres en sirvientes zombis.

#### Vanguardia de las Olas
La principal fuerza antagónica de la serie. Fundada y dirigida por un líder desconocido al que se hace referencia en la leyenda como un Dios. La mayor parte de la membresía de la organización está compuesta por individuos de otros mundos. A diferencia de los Héroes Legendarios que son convocados selectivamente, estos individuos se reencarnan en nuevos cuerpos que les permiten pasar desapercibidos y retener el conocimiento de sus vidas pasadas. Habiendo sido informados por su Dios que han sido elegidos para vivir nuevas vidas, aceptan su oferta creyendo que ahora tienen la oportunidad de vivir sus sueños. Creyéndose especiales y teniendo poca consideración por los habitantes del mundo original, prometen lealtad a su Dios y en su mayoría se les da rienda suelta para vivir sus nuevas vidas. En realidad, sin embargo, han sido elegidos a propósito debido a los rasgos de personalidad negativos que exhibieron en sus vidas anteriores, lo que los hace fáciles de controlar. Al ver a los Héroes Legendarios como amenazas a sus nuevas vidas y estados, su Dios les da una variedad de habilidades especiales para contrarrestarlos, como poder robar Armas Legendarias o resucitar mientras su alma permanezca. Sin embargo, si intentan revelar su verdadero yo o información sobre la organización, sus cuerpos y almas son destruidos de inmediato.
Kyo Ethnina (キョウ＝エスニナ Kyō Esunina?)
 Seiyū: Ryōhei Kimura
Conocido también como el Héroe del Libro Vasallo, es un héroe del mundo de Glass. Se considera a sí mismo un genio. Un ególatra desenfrenado, cada vez que sus oponentes cometen errores, los llamará estúpidos repetidamente, sin embargo, utiliza sus ataques de manera extremadamente simple y fácil de ver. Él ve el mundo como nada más que un juego, su gente simplemente como NPC que existen para su entretenimiento, y se muestra a través de su uso frecuente del lenguaje Gamer, como llamar a las olas una actualización. Hace algún tiempo, Kyo murió en su antiguo mundo, pero por circunstancias desconocidas para sus enemigos, se reencarnó en el mundo de Glass. Se mencionó que viajó por todo el mundo, preguntando a la gente sobre sus problemas e inventando una forma de resolverlos. Él salva a Yomogi en el camino. Hace mucho tiempo, construyó su laboratorio dentro de una mansión sellada lejos de la capital, dentro de una espesa niebla. Cualquiera que deambule dentro se perderá a menos que quiera que lleguen a la mansión. Al llegar al mundo de Naofumi, tomó el control de la Tortuga Espiritual y la envió a causar destrozos en varias aldeas con el propósito de cosechar la energía del mundo. Al ser acorralado por Naofumi y su grupo, Kyo rompe el núcleo de la Tortuga Espiritual y absorbe toda la energía recolectada para sí mismo. Además regresa a su mundo no si antes dividir el grupo de Naofumi, separándolo de Raphtalia y Filo y arrojándolo a él y a Rishia al Laberinto. Sin embargo, Naofumi logra reunirse con su grupo en el mundo de Glass y fue tras Kyo, quien dentro de su laboratorio liberó a varias mujeres que podían transformarse en bestias para matarlos. Tras una dura batalla, Naofumi logra asesinar a Kyo. Después de su muerte, Naofumi recupera la energía de la Tortuga Espiritual que robó Kyo, destruye toda su investigación y equipo, antes de finalmente usar el escudo de la Tortuga Espiritual para regresar con su equipo al mundo de Raphtalia.
Takt Arusahorun Faubrey (タクト アルサホルン フォブレイ Takuto Arusahorun Foburei?)
El ex-Héroe del Látigo Vasallo. Un noble de Faubrey y habiendo ayudado a su país a avanzar militarmente, Takt fue etiquetado como un genio y elegido para manejar el Látigo de las Siete Estrellas. Gracias a su estatus, creó un harén de mujeres seguidoras, muchas de las cuales estaban hambrientas de poder por derecho propio, y descubrió el método para superar el límite de nivel regular del mundo, así como para lavar el cerebro a otras mujeres para convertirlas en esclavas. Dada la capacidad de robar y usar múltiples Armas de las Vasallas y Armas Legendarias de la Vanguardia de las Olas, Takt comenzó una cruzada hambrienta de poder para apoderarse del mundo. Junto con sus aliados, asesinó en secreto a los héroes de la Garra, Hacha, Proyectil y Martillo Vasallos, y derrocó a toda la familia real de Faubrey. Más tarde, en un intento de robar el poder de las armas legendarias, interfiere en secreto con la batalla contra los Fénix de las bestias guardianas. Al escuchar que Takt derrotó sin ayuda a la Bestia Guardiana Kirin, Naofumi y los Héroes Legendarios solicitan una audiencia con el Rey de Faubrey, por lo que Takt se revela a sí mismo; robando el Escudo Legendario, hiriendo fatalmente a Mirellia, ocasionándole la muerte y declarando la guerra a Melromarc. Habiendo recibido posesión temporal del Bastón de las Siete Estrellas, Naofumi y su grupo usan su entrenamiento superior para derrotar a Takt y despojarlo de su control sobre sus armas robadas. Capturado por el ejército aliado de Melromarc, Takt y sus seguidores son torturados y ejecutados. Inicialmente confiado en que su benefactor lo resucitará y se vengará de la muerte de sus seguidores, finalmente cede. Sin embargo, antes de que pueda revelar la fuente de su poder, su cabeza explota mágicamente y su alma es destruida.
Hidemasa Miyaji (宮地 秀正 Miyaji Hidemasa?)
Miyaji es otro miembro de la Vanguardia de las Olas que es en parte responsable de matar a los héroes legendarios del ofuda, la joya y del instrumento contundente legendario (los otros tres héroes del mundo de Glass), así como de secuestrar a Kizuna, el último héroe legendario restante. Naofumi lo describe como arrogante, muestra muchos de los mismos defectos que los héroes sagrados del mundo de Raphtalia tenían antes de sus maldiciones. Tiene una fuerte aversión por cualquier cosa que vea como cobarde en la batalla. Al igual que los otros miembros de la Vanguardia de las Olas, le gusta tener un harén de mujeres que puedan hacer su voluntad. Se le dio el Instrumento Musical Vasallo poco después de ser convocado al mundo de Glass. Naofumi, Itsuki, Raphtalia y Glass fueron los primeros en enfrentarse a Miyaji quien finge inocencia sobre la captura de Kizuna y luego se hace la víctima. Ambos grupos deciden luchar, sin embargo, Hidemasa suprime las armas legendarias y técnicas del Mundo de Raphtalia. A medida que la batalla continúa, la hermana de S'yne, Mald y Malty se unen a Miyaji mientras los otros héroes se abren paso para ayudar a Naofumi y su grupo. Miyaji quien fue conocido como el primer usuario del Instrumento Musical Vasallo; como Vanguardia de la Ola, no era un digno portador del arma y tuvo que suprimirla usando un accesorio. El accesorio que suprime el Instrumento Musical Vasallo es destruido como un esfuerzo de equipo y una vez liberado del accesorio de supresión elige a Itsuki Kawasumi como su nuevo portador. Desesperado, Miyaji intenta tomar el hacha Vasalla pero es cortado y asesinado por Mald y su alma destruida en represalia.
La Hermana de S'yne
El héroe de la Cadena Vasalla y la hermana mayor de S'yne. Un individuo sin nombre, uno de los miembros más poderosos de las Vanguardia de las Olas. Poco se sabe sobre ella más allá de su participación directa en la destrucción de su mundo natal. A menudo actuando como oficial al mando, aparece por primera vez ante el equipo de Naofumi mientras ella y Malty lideran un asalto al mundo de Kizuna; secuestrándola con éxito y matando a los héroes legendarios restantes de ese mundo. Disfruta jugar con sus oponentes; a menudo dando pistas a sus adversarios o haciendo agujeros en los planes de su aliado. Inmensamente poderosa, se muestra que es capaz de defenderse contra los grupos de Naofumi y Kizuna y es capaz de comandar la lealtad de su Arma Vasalla sin la ayuda de la tecnología de la Vanguardia.

### Personajes Secundarios

#### Miembros del equipo / Aldéa Lurolona
Melty Q. Melromarc (メルティ Q メルロマルク Meruti Q Meruromaruku?)
 Seiyū: Maaya Uchida
Segunda hija de los reyes de Melromarc, es enviada por su madre a advertir a su padre sobre el mal trato que le ha dado al héroe del escudo y convencer a Naofumi de que se reconcilie con su padre, ya que la enemistad de los héroes complicaría las cosas en el futuro. Debido a un intento de asesinato por parte de su hermana termina escapando junto a Naofumi, quien es perseguido por los otros 3 héroes convencidos de que él es el perpetuador y que  le ha lavado el cerebro a la princesa. Tiene un fuerte sentido de responsabilidad y es mejor persona  que su hermana. Debido a las acciones y personalidad de su hermana mayor, Melty es la primera en la línea de sucesión del trono, pese a ser más centrada que su hermana tiene un cariño especial hacia los filoriales y aún más hacia Filo, al punto de separarse de su escolta por jugar con un grupo de ellos. En algún punto de la historia conoció a Fitoria, la actual reina de los filoriales. Melty se especializa en magia de agua y es una hábil diplomática que ha viajado por el mundo con su madre. A pesar de burlarse de su corta edad, Naofumi respeta su sabiduría y capacidad de gobernar y espera dejar a Filo bajo su cuidado si regresa a casa. Para su vergüenza, su madre la incita a intentar casarse con él, creyendo que su matrimonio traerá la paz a las naciones semihumanas. Después de la muerte de su madre, es coronada como la nueva Reina.
Keel (キール Kīru?)
 Seiyū: Natsumi Fujiwara
Amiga de la infancia de Raphtalia, una semihumana con apariencia de perro . En la novela web fue uno de los primeros esclavos de la aldea que Naofumi compró, mientras que en la novela ligera fue encarcelada en la mazmorra del noble que previamente había torturado a Raphtalia. Inicialmente celosa de la relación de Naofumi con Raphtalia, ella llega a verlo como una figura de hermano mayor. Queriendo ayudar a proteger a sus amigos, ella pide unirse al equipo de Naofumi, así como elegir convertirse en su esclavo para aprovechar las bonificaciones de estadísticas del Escudo Legendario. Más tarde se convierte en la líder no oficial de los esclavos más jóvenes de Naofumi, a menudo haciendo agujeros en los intentos de Naofumi de actuar con dureza. También ayuda en el negocio comercial de Naofumi, vistiéndose para ayudar a atraer clientes de ambos sexos. Queriendo ser como su padre, Keel inicialmente pensó que era un niño; no haber aprendido las diferencias entre géneros. Es solo después de que sus amigos señalan su concepto erróneo que se da cuenta de su malentendido. Inicialmente angustiado, Naofumi la consuela, explicando y reafirmando su creencia en la igualdad de género; afirmando que todavía es bienvenida en su equipo. Más tarde gana la capacidad de usar una forma de Teriantropo, que se asemeja a un cachorro.
Eclair Seaetto (エクレール セーアエット Ekurēru Sēatto?)
 Seiyū: Ruriko Aoki
Una noble y caballero de Melromarc. La hija de un noble seleccionado por Mirellia para velar por una provincia amiga de los semihumanos. Poco después de la primera Ola, de la que su padre fue víctima, llevó a cabo su propia investigación sobre los Caballeros Reales que habían esclavizado la aldea de Raphtalia, pero fue acusada de traición y encarcelada por la Iglesia de los Tres Héroes. Al regreso de Mirellia, es liberada y se le asigna la tarea de ayudar a los Héroes Legendarios; Naofumi la respeta como espadachín, pudiendo superar a enemigos de niveles más altos como Raphtalia y Ren usando solo la habilidad y ayudando en la batalla contra la Tortuga Espiritual y el Dragón Demonio.
En The Reprise of the Spear Hero, después de haber sido rescatado de su encarcelamiento por Motoyasu durante su cuarto reinicio, Eclair se une a él para actuar como guardaespaldas de Naofumi. Hasta ahora es la única mujer que no se ve afectada por la maldición de Motoyasu, que Motoyasu atribuye a su fuerte carácter moral.
Raph-chan (ラフちゃん Rafu-chan?)
Es un Shikigami / Familiar creado combinando la sangre de Naofumi y el cabello de Raphtalia. Después de ser transportado al mundo de Glass, Naofumi se separa de Raphtalia. Luego es convencido por Etnobalto y Naofumi crea un Shikigami mezclando su propia sangre con el cabello de Raphtalia, lo que resulta en el "nacimiento" de Raph-chan. El proceso de creación de Raph-chan fue en realidad bastante inusual ya que se formó a pesar de que el ritual se salió de control por una razón desconocida. Sin embargo, Raph-chan demostró ser esencial para encontrar a los miembros desaparecidos del equipo de Naofumi. En la novela web, Raph-chan empuñaba el Barco Vasallo.
Atla (アトラ Atora?)
 Seiyū: Konomi Kohara
Una semihumana con apariencia de Tigre Blanco, y hermana de Fohl. Ciega de nacimiento, originalmente sufría de una constitución débil y una gran cantidad de enfermedades. Después de ser comprada por Naofumi, se le da una poderosa medicina llamada Yggdrasil estimulada por los efectos del Escudo Legendario y se cura aparte de sus ojos. Capaz de sentir la bondad en su corazón, se enamora de Naofumi y se dedica a ganar su corazón y ayudarlo a luchar contra las Olas. Inflexible y altamente asertiva, a menudo trata de hablar en nombre de Naofumi, elogia a aquellos que le muestran favor y jura muerte a sus enemigos, para frustración de Naofumi. Ella ve a Raphtalia como su rival y se convierte en su compañera de combate. Capaz de sentir naturalmente el chi para ayudarla a ver su entorno, usa un tipo de artes marciales de puño suave, a menudo imitando las enseñanzas del Hengen Muso. Considerada una prodigio, es capaz de dominar y superar fácilmente a los oponentes de mayor fuerza física o defensiva, eclipsando a su hermano a pesar de su falta de experiencia en combate y sus aflicciones anteriores. Durante la batalla contra las bestias guardianas, los Fénix, Alta se sacrifica para proteger a Naofumi y al Ejército de la Coalición. Muriendo en los brazos de Naofumi, ella confiesa su amor y lo besa, pidiéndole que sea más consciente de los sentimientos de quienes lo rodean. Para sorpresa de Naofumi, su cuerpo posteriormente es absorbido por el Escudo Legendario desbloqueando el Escudo de la Compasión de la Serie de Bendición. El alma de Atla permanece dentro del mundo de los espíritus del Arma Legendaria, donde ella y Ost aparecen más tarde para explicarle a Naofumi la naturaleza del que está detrás de las Olas.
Imiya Leuthurn Reethela Teleti Kuwariz (イミア リュスルン リーセラ テレティ クーアリーズ Imia Ryusurun Rīsera Tereti Kuārīzu?)
Uno de los esclavos que Naofumi compró para repoblar la aldea, que es de una raza de teriántropos parecidos a topos conocidos como lumo. Imiya fue seleccionada por Naofumi debido a la reputación de su raza de ser buena haciendo un trabajo detallado (aunque la confundió con ser hombre al principio) y comenzó a aprender a fabricar accesorios con Naofumi. Comenzó a ser de naturaleza bastante tímida debido a que sufrió muchos abusos a manos de sus dueños anteriores, sin embargo, los otros niños de la aldea la ayudaron a salir de su caparazón. Como los lumo son en gran parte tímidos y no les gusta pelear, Imiya ayuda más a menudo al crecimiento de la aldea trabajando en la venta ambulante de productos y accesorios de artesanía (en los que tiene talento) con los otros niños, aunque está preparada para defender la aldea y sus amigos. Antes de que Naofumi partiera al mundo de Kizuna por segunda vez, Imiya le dio un poderoso accesorio para ayudarlo.
Wyndia (ウィンディア Uindia?)
Una semihumana con apariencia de perro con una afición por los monstruos, particularmente los dragones, que Naofumi compró para repoblar la aldea. Wyndia fue criado inicialmente por el Emperador Dragón Gaelion (el Dragón Zombie) hasta que fue asesinado por el Héroe de la Espada, Ren Amaki. Más tarde fue encontrada por los aldeanos cercanos y vendida como esclava, lo que finalmente la llevó a ser adquirida por Naofumi. Sin el conocimiento de Naofumi, ayudó a reunir monstruos adicionales para la aldea. Interesándose en el huevo de dragón regalado a Naofumi, Wyndia lo llamó Gaelion cuando eclosionó, en honor a su padre adoptivo, y se convirtió en su cuidadora. Wyndia no sabe que el bebé Gaelion tiene los recuerdos del Gaelion anterior, después de su breve posesión por parte del Dragón Demonio cuando se comió el núcleo corrupto del original, ya que preferiría que ella no lo supiera. Wyndia cuida de la mayoría de los monstruos de la aldea, y mantiene una relación difícil con Ren, quien trata de hacer las paces con ella por matar al Gaelion original. En la novela web, Wyndia empuñaba el Látigo Vasallo.
Gaelion (ガエリオン Gaerion?)
Es un dragón criado por Naofumi. Lleva el nombre del padre adoptivo de Wyndia, Gaelion, quien fue asesinado por el Héroe de la Espada. El huevo de Gaelion le fue regalado a Naofumi de forma anónima, junto con una gran cantidad de armas y armaduras, se especuló que los reinos de Siltvelt o Shieldfreeden fueron los que le regalaron el huevo de dragón. Se tomó la decisión de que Naofumi criara el huevo y, como tal, durante los próximos días es cuidado por Naofumi hasta que eclosiona, momento en el que le asigna a su esclava Wyndia cuidar al pequeño dragón. El dragón pasó varios días jugándole bromas a Naofumi con la esperanza de llamar su atención hasta que permitió que el dragón se quedara en su habitación con él, momento en el cual el dragón se comió el núcleo del dragón demonio de la armadura de Naofumi y la personalidad del Dragón Demonio tomó posesión del cuerpo del joven dragón. Una vez que el Viejo Gaelion tomó el control del cuerpo del pequeño dragón, escapó de regreso a su viejo nido. Naofumi y compañía decidieron seguirlo, ya que tanto Filo como Naofumi comenzaron a sufrir consecuencias, debido a las piezas del núcleo del dragón que existían en el cuerpo de Filo y dentro del escudo. Al llegar al nido, cerca de la aldea oriental que una vez estuvo plagada por el dragón zombie. Se encuentran con Gaelion, que ahora se ha convertido en un "Dragón de la Ira", debido a que está vinculado al Escudo de la Ira de Naofumi a través de la pieza central dentro del escudo, restándole poder. Después de recuperar sus sentidos, gracias a la intervención de Wyndia, el cuerpo del joven Gaelion es expulsado del cuerpo del Dragón de la Ira, con el núcleo del Dragón Demonio separándose del núcleo del Viejo Gaelion. Una vez que la lucha con el Dragón Demonio ha concluido, el Viejo Gaelion llamó a Naofumi, y procede a disculparse por todo el problema planteado tanto por él como por el Dragón Demonio. Luego le pide a Naofumi dos favores, seguir cuidando a Wyndia, y no revelarle a su hija que está vivo, a pesar de que ella finalmente aceptó su muerte. Finalmente, el Viejo Gaelion promete ayudar a Naofumi mientras cría al joven Gaelion y su personalidad finalmente se fusiona con la del joven dragón.
Ratotille Anthreya (ラトティル アンスレイア Ratotiru Ansureia?)
Una investigadora de monstruos y alquimista de Faubrey que llegó a la aldea después de ser exiliada debido a que no estaba dispuesta a estar bajo el dominio de Takt.
Ruftmilia (ルフトミラ Rufutomira?)
Primo de Raphtalia, que es el ex Emperador Celestial de Q'Ten Lo que fue utilizado por Makina como un gobernante títere.
Tollynemiya (トーリィネミア Tōrinemia?)
Tío de Imiya, así como amigo de Erhard de cuando estudiaron herrería con el mismo mentor.

#### Melromarc
Mirellia Q. Melromarc (ミレリア Q メルロマルク Mireria Q Meromaruku?)
 Seiyū: Kikuko Inoue
La reina regente de Melromarc. Inicialmente, al comienzo de la serie en una gira diplomática por el mundo, regresa para ayudar a los héroes legendarios a derrotar a la Iglesia de los Tres Héroes. Furiosa con su marido y su hija mayor por sus crímenes, ella los niega y revoca su nobleza como castigo; También desmantela la Iglesia de los Tres Héroes y establece la Iglesia de los Cuatro Héroes en su lugar. ella desea arreglar las cosas con Naofumi y hace todo lo posible por apoyarlo. Especializada en magia con hielo, es una diplomática y política hábil y emplea a varios guardaespaldas parecidos a los ninjas llamados "Sombras" para vigilar a cada uno de los Héroes. Naofumi viene a tener un profundo respeto por ella. A diferencia de la mayoría de los ciudadanos de Melromarc, ella no tiene prejuicios hacia los semi-humanos y hace todo lo posible por mejorar las relaciones mediante la creación de provincias amigas. A pesar de sus errores, ella todavía ama a su familia e incluso llega a ofrecerse a llevar su vida a cambio de la ayuda de Naofumi en la lucha contra las Olas; que él rechaza. Mirellia luego emite órdenes para el arresto de Malty después de que abandona a Motoyasu durante la batalla con la Tortuga Espiritual. Uniéndose a los Héroes en su investigación de las secuelas de la batalla contra los Fénix, Mirellia muere en una emboscada organizada por Takt y Malty. Usando lo último de sus fuerzas, le pide a su esposo que deje a un lado sus diferencias con Naofumi y reclame su papel de héroe del Bastón de las Siete Estrellas, lo que finalmente hace.
Erhard (エルハルト Eruharuto?)
 Seiyū: Hiroki Yasumoto
Un herrero local de Melromarc, Erhard era originalmente un aventurero, ganándose la vida viajando y cazando monstruos. Un día, Erhard conoció a un herrero, y se inspiró y fascinó por las armas que fabricaba. Erhard dejó de ser un aventurero y él, y otro estudiante, se convirtieron en aprendices del herrero. Muchos años más tarde, Erhard se estableció en Melomarc y abrió su propia herrería. Erhard conoció a Naofumi después de que Malty lo llevó a su tienda, y se aficionó al regateo del niño por precios más bajos. Después de escuchar los rumores de lo que Naofumi le hizo a la primera princesa, se enojó mucho. Después de encontrarse con Naofumi nuevamente, Ehard vino a golpearlo en la cara, pero al ver la mirada en los ojos de Naofumi se dio cuenta de que era inocente. Erhard le dio una bolsa que incluía ropa vieja y una capa, ya que Naofumi no llevaba nada más que ropa interior. Siendo la primera persona en creer en Naofumi, la tienda de Erhard se convirtió en el lugar donde él y su grupo irían cuando necesitaban nuevas armas o ropa, y el herrero a menudo le da consejos de vez en cuando.
Beloukas (ベローカス Berōkasu?)
 Seiyū: Kenichi Ogata
Un comerciante que se dedica a la venta de monstruos y esclavos en Melromarc, a quien conocen nada más como el comerciante de esclavos en la mayoría de los medios. Es responsable de acercarse a Naofumi algún tiempo después de que su reputación como el Héroe del escudo se vea empañada y se ofrezca a venderle un esclavo para ayudarlo a elevar su nivel (se da a entender que fue una de las Sombras de la Reina quien lo incito a hacerlo). Después de mostrar una serie de esclavos semihumanos a Naofumi, Beloukas le vende Raphtalia, y más tarde vuelve a aplicar su cresta de esclava cuando el Rey y Malty la retiran por la fuerza en un intento de hacer que Naofumi vuelva a estar solo por su cuenta. Beloukas también es responsable de venderle  a Naofumi el huevo de monstruo que contenía a Filo, y comienza a disfrutar de una reputación de vender esclavos de alta calidad después de que la noticia de Raphtalia y el poder de Filo comienza a extenderse a través de Melromarc.
Elrasla Grilaroc (エルラスラ ラグラロック Erurasura Ragurarokku?)
 Seiyū: Maki Izawa
Una usuaria del estilo de artes marciales Hengen Musou, a quien conocen como la Dama Hengen Musou. Ella es una ex aventurera y la última practicante del estilo Hengen Musou, debido a que un genio de su estilo arma un alboroto y hace que se extinga. Elrasla conoció a Naoufumi mientras estaba enferma y en su lecho de muerte, ya que Naofumi acababa de transportar a su hijo a casa después de que él había comprado un Elixir de Yggdrasil de alto grado para aliviar su dolencia. Naofumi usó su habilidad de poción para aumentar el poder de la medicina, curando su enfermedad, pero también restaurando gran parte de su vigor juvenil, lo que le permitió participar durante la próxima Ola. Elrasla bajo su instrucción entrena al grupo del Héroe del Escudo para aprender el Hengen Musou, y Elrasla se interesa particularmente en Rishia, ella cree que tiene un talento raro para el estilo Hengen Musou. Pronto se une al grupo de Naofumi para hacer frente a la amenaza de la Tortuga Espiritual, y más tarde ayuda a entrenar a los aldeanos de Lurolona antes de la batalla contra los Fénix.

#### Otros Personajes
Therese Alexanderite (テリス アレキサンドライト Terisu Arekisandoraito?)
 Seiyū: Saori Hayami
Compañera de L'Arc y miembro del equipo de Kizuna. Viajando junto con L'Arc para derrotar a los Héroes Legendarios y salvar su mundo paralelo, se encuentra con el equipo de Naofumi en su camino a las islas de Cal Mira para entrenar. Ella involuntariamente se hace amiga de Naofumi, creyendo que es una buena persona a diferencia de los rumores que circulan sobre el Héroe del Escudo siendo un criminal. Ella lamentablemente se une a L'Arc & Glass en su lucha contra el equipo de Naofumi durante la ola de Cal Mira. Junto con el resto de los miembros de su equipo, se une a Naofumi en la lucha contra Kyo. Miembro de una raza conocida como Jewels, Therese nació con una gran piedra preciosa en la cabeza. Su herencia le permite comunicarse con piedras preciosas especiales y recibir poder de ellas: ser capaz de lanzar magia ofensiva que no daña a los aliados. Generalmente es una persona reservada, llega a obsesionarse con las habilidades artesanales de Naofumi y disfruta viéndolo en el trabajo; poniendo celoso a L'Arc. Therese no aparece en la novela web.
Ost Horai (オスト ホウライ Osuto Hōrai?)
 Seiyū: Kana Hanazawa
Un familiar humano del Espíritu Tortuga, cuyo propósito era el despertar de la Tortuga Espiritual manipulando naciones y reuniendo almas para el Espíritu Tortuga, así como proporcionar pistas a los Héroes sobre cómo romper el sello del Espíritu Tortuga si fuera necesario.
Cuando Kyo desato el poder del Espíritu Tortuga y comenzó a controlarla para reunir energía, Ost se acercó a Naofumi para pedirle ayuda para matarla, incluso sabiendo que esto también terminaría con su vida. Acompañando al equipo del Héroe del Escudo en el Espíritu Tortuga, Ost ayuda a navegar por el punto débil de la Bestia Guardiana, utilizando magia de gravedad y control limitado sobre otros familiares para acelerar su progreso. Dentro del núcleo de la Tortuga, el grupo lucha contra Kyo, pero están casi abrumados, con Ost guiando a Naofumi en la magia de apoyo de la clase Liberación y desbloqueando el escudo del Espíritu Tortuga para que pueda destruir el núcleo. Mientras agonizaba, Ost confirmó la sospecha de Naofumi de que ella era de hecho una manifestación del Espíritu Tortuga, y se contentó con saber que si bien su trabajo significaba que iba a morir odiada y sola, hizo verdaderos amigos que llorarían por su pérdida. Con Kyo escapando a su mundo con la energía tomada por el Espíritu Tortuga, Ost usa su autoridad como bestia guardiana para permitir que Naofumi viaje entre mundos para reclamarla antes de desvanecerse. Naofumi y su grupo cumplen su promesa a Ost derrotando a Kyo y liberando la energía robada de vuelta al mundo. El alma de Ost permanece dentro del mundo de los espíritus del Arma Legendaria, donde ella y Atla aparecen más tarde para explicarle a Naofumi la naturaleza del ser que está detrás de las Olas.

## Media

### El Ascenso del Héroe del Escudo

#### Lista de volúmenes
| Volúmenes de novelas ligeras publicadas | Volúmenes de novelas ligeras publicadas | Volúmenes de novelas ligeras publicadas |
| Número                                  | Fecha de lanzamiento                    | ISBN                                    |
| --------------------------------------- | --------------------------------------- | --------------------------------------- |
| 1                                       | 8 de septiembre de 2013                 | ISBN 978-4-04-066490-3                  |
| 2                                       | 10 de septiembre de 2013                | ISBN 978-4-04-066049-3                  |
| 3                                       | 12 de septiembre de 2013                | ISBN 978-4-04-066166-7                  |
| 4                                       | 2 de septiembre de 2014                 | ISBN 978-4-04-066321-0                  |
| 5                                       | 4 de septiembre de 2014                 | ISBN 978-4-04-066718-8                  |
| 6                                       | 6 de septiembre de 2014                 | ISBN 978-4-04-066790-4                  |
| 7                                       | 9 de septiembre de 2014                 | ISBN 978-4-04-066996-0                  |
| 8                                       | 11 de septiembre de 2014                | ISBN 978-4-04-067180-2                  |
| 9                                       | 1 de septiembre de 2015                 | ISBN 978-4-04-067355-4                  |
| 10                                      | 3 de septiembre de 2015                 | ISBN 978-4-04-067485-8                  |
| 11                                      | 6 de septiembre de 2015                 | ISBN 978-4-04-067698-2                  |
| 12                                      | 9 de septiembre de 2015                 | ISBN 978-4-04-067787-3                  |
| 13                                      | 25 de noviembre de 2015                 | ISBN 978-4-04-067965-5                  |
| 14                                      | 25 de febrero de 2016                   | ISBN 978-4-04-068121-4                  |
| 15                                      | 23 de septiembre de 2016                | ISBN 978-4-04-068638-7                  |
| 16                                      | 25 de enero de 2017                     | ISBN 978-4-04-069051-3                  |
| 17                                      | 25 de marzo de 2017                     | ISBN 978-4-04-069190-9                  |
| 18                                      | 25 de julio de 2017                     | ISBN 978-4-04-069354-5                  |
| 19                                      | 25 de enero de 2018                     | ISBN 978-4-04-069665-2                  |
| 20                                      | 25 de diciembre de 2018                 | ISBN 978-4-04-065134-7                  |
| 21                                      | 25 de febrero de 2019                   | ISBN 978-4-04-065546-8                  |
| 22                                      | 25 de junio de 2019                     | ISBN 978-4-04-065839-1                  |

### La Reelaboración del Héroe de la Lanza

#### Lista de volúmenes
| Volúmenes de novelas ligeras publicadas | Volúmenes de novelas ligeras publicadas | Volúmenes de novelas ligeras publicadas |
| Número                                  | Fecha de lanzamiento                    | ISBN                                    |
| --------------------------------------- | --------------------------------------- | --------------------------------------- |
| 1                                       | 25 de septiembre de 2017                | ISBN 978-4-04-069502-0                  |
| 2                                       | 25 de noviembre de 2017                 | ISBN 978-4-04-069588-4                  |
| 3                                       | 25 de julio de 2018                     | ISBN 978-4-04-069805-2                  |
| 4                                       | 25 de septiembre de 2023                | ISBN 978-4-04-682894-1                  |
| 5                                       | 25 de diciembre de 2024                 | ISBN 978-4-04-684335-7                  |

### Manga "The Rising of the Shield Hero"

#### Lista de volúmenes
| Volúmenes de novelas ligeras publicadas | Volúmenes de novelas ligeras publicadas | Volúmenes de novelas ligeras publicadas |
| Número                                  | Fecha de lanzamiento                    | ISBN                                    |
| --------------------------------------- | --------------------------------------- | --------------------------------------- |
| 1                                       | 23 de junio de 2014                     | ISBN 978-4-04-066593-1                  |
| 2                                       | 23 de octubre de 2014                   | ISBN 978-4-04-066883-3                  |
| 3                                       | 23 de marzo de 2015                     | ISBN 978-4-04-066883-3                  |
| 4                                       | 19 de septiembre de 2015                | ISBN 978-4-04-067809-2                  |
| 5                                       | 23 de enero de 2016                     | ISBN 978-4-04-067879-5                  |
| 6                                       | 23 de junio de 2016                     | ISBN 978-4-04-068280-8                  |
| 7                                       | 21 de noviembre de 2016                 | ISBN 978-4-04-068580-9                  |
| 8                                       | 22 de abril de 2017                     | ISBN 978-4-04-069154-1                  |
| 9                                       | 23 de septiembre de 2017                | ISBN 978-4-04-069414-6                  |
| 10                                      | 23 de febrero de 2018                   | ISBN 978-4-04-069693-5                  |
| 11                                      | 23 de julio de 2018                     | ISBN 978-4-04-069973-8                  |
| 12                                      | 21 de diciembre de 2018                 | ISBN 978-4-04-069973-8                  |
| 13                                      | 23 de abril de 2019                     | ISBN 978-4-04-065641-0                  |
| 14                                      | 21 de septiembre de 2019                | ISBN 978-4-04-065825-4                  |
| 15                                      | 22 de febrero de 2020                   | ISBN 978-4-04-064337-3                  |
| 16                                      | 20 de julio de 2020                     | ISBN 978-4-04-064759-3                  |
| 17                                      | 21 de noviembre de 2020                 | ISBN 978-4-04-065973-2                  |
| 18                                      | 23 de marzo de 2020                     | ISBN 978-4-04-680287-3                  |
| 19                                      | 22 de septiembre de 2021                | ISBN 978-4-04-680728-1                  |
| 20                                      | 22 de febrero de 2022                   | ISBN 978-4-04-681047-2                  |
| 21                                      | 22 de junio de 2022                     | ISBN 978-4-04-681452-4                  |
| 22                                      | 22 de diciembre de 2022                 | ISBN 978-4-04-681984-0                  |
| 23                                      | 22 de junio de 2023                     | ISBN 978-4-04-682516-2                  |
| 24                                      | 22 de noviembre de 2023                 | ISBN 978-4-04-683042-5                  |
| 25                                      | 23 de abril de 2024                     | ISBN 978-4-04-683504-8                  |
| 26                                      | 22 de octubre de 2024                   | ISBN 978-4-04-684073-8                  |
| 27                                      | 21 de febrero de 2025                   | ISBN 978-4-04-684489-7                  |
| 28                                      | 23 de julio de 2025                     | ISBN 978-4-04-684916-8                  |

### Manga "Spear Hero's Rework"

#### Lista de volúmenes
| Volúmenes de novelas ligeras publicadas | Volúmenes de novelas ligeras publicadas | Volúmenes de novelas ligeras publicadas |
| Número                                  | Fecha de lanzamiento                    | ISBN                                    |
| --------------------------------------- | --------------------------------------- | --------------------------------------- |
| 1                                       | 22 de diciembre de 2017                 | ISBN 978-4-04-069525-9                  |
| 2                                       | 22 de marzo de 2018                     | ISBN 978-4-04-069781-9                  |
| 3                                       | 21 de diciembre de 2018                 | ISBN 978-4-04-065341-9                  |
| 4                                       | 22 de marzo de 2019                     | ISBN 978-4-04-065849-0                  |
| 5                                       | 23 de agosto de 2019                    | ISBN 978-4-04-065848-3                  |
| 6                                       | 22 de febrero de 2020                   | ISBN 978-4-04-064355-7                  |
| 7                                       | 21 de noviembre de 2020                 | ISBN 978-4-04-065961-9                  |
| 8                                       | 21 de septiembre de 2021                | ISBN 978-4-04-680478-5                  |
| 9                                       | 21 de febrero de 2022                   | ISBN 978-4-04-680872-1                  |
| 10                                      | 20 de agosto de 2022                    | ISBN 978-4-04-681525-5                  |
| 11                                      | 23 de marzo de 2023                     | ISBN 978-4-04-682255-0                  |

### Manga "A Day of Shield Hero"

#### Lista de volúmenes
| Volúmenes de novelas ligeras publicadas | Volúmenes de novelas ligeras publicadas | Volúmenes de novelas ligeras publicadas |
| Número                                  | Fecha de lanzamiento                    | ISBN                                    |
| --------------------------------------- | --------------------------------------- | --------------------------------------- |
| 1                                       | 27 de marzo de 2019                     | ISBN 978-4-04-912431-6                  |

### Manga "Shield Hero's Shinashi"

#### Lista de volúmenes
| Volúmenes de novelas ligeras publicadas | Volúmenes de novelas ligeras publicadas | Volúmenes de novelas ligeras publicadas |
| Número                                  | Fecha de lanzamiento                    | ISBN                                    |
| --------------------------------------- | --------------------------------------- | --------------------------------------- |
| 1                                       | 22 de febrero de 2020                   | ISBN 978-4-04-064199-7                  |
| 2                                       | 23 de septiembre de 2020                | ISBN 978-4-04-064908-5                  |
| 3                                       | 23 de marzo de 2021                     | ISBN 978-4-04-680268-2                  |

### Otro
MF Books Editorial Department ed., "Rise of The Shield Hero's Rise Class-Up Official Setting Materials" KADOKAWA.

#### Lista de volúmenes
| Volúmenes de novelas ligeras publicadas | Volúmenes de novelas ligeras publicadas | Volúmenes de novelas ligeras publicadas |
| Número                                  | Fecha de lanzamiento                    | ISBN                                    |
| --------------------------------------- | --------------------------------------- | --------------------------------------- |
| 1                                       | 25 de junio de 2019                     | ISBN 978-4-04-065504-8                  |

### Novela ligera
Publicado originalmente como una novela web, la serie se ha reescrito con una historia ampliada. La serie es publicada actualmente por Media Factory y presenta ilustraciones de Seira Minami. Al 25 de junio de 2019, se han publicado veintidós volúmenes. La novela derivada Yari no Yuusha no Yarinaoshi fue licenciada por One Peace Books.

### Manga
La serie de novelas ligeras fue adaptada a una serie de manga por Aiya Kyū y publicada por Media Factory, con veintiocho volúmenes lanzados el 23 de julio de 2025. En una entrevista, el artista de manga dijo: "El departamento editorial de Comic Flapper me contó sobre la oportunidad, y lo tomé con alegría ". Tanto la novela como la serie de manga fueron licenciadas por One Peace Books y se publicaron en Norteamérica a partir de septiembre de 2015.

### Spin-off
En el número 61 de Kadokawa Dengeki Daioh G. se lanzó una serie spin-off cómica de la novela. El manga de comedia de cuatro paneles, titulado A Day in the Life of the Shield Hero (盾の勇者のとある一日 Tate no Yūsha no to Aru 1-Nichi?) es dibujado por Akagashi.

### Anime
Se anunció una adaptación al anime en junio de 2017. La serie de televisión es producida por Kinema Citrus y dirigida por Takao Abo, con Keigo Koyanagi manejando la composición de la serie, Masahiro Suwa diseñando los personajes y Kevin Penkin componiendo la música. La serie se emitió del 9 de enero al 26 de junio de 2019 en AT-X y otros canales. Duró 25 episodios.
El primer tema de apertura es "RISE", interpretado por MADKID, mientras que el primer tema de cierre es "Kimi no Namae" (きみの名前?) interpretado por Chiai Fujikawa. El segundo tema de apertura es "FAITH," interpretado por MADKID, mientras que el segundo tema de cierre es "While I'm Next to You" (あたしが隣にいるうちに Atashi ga Tonari ni Iru Uchi ni?) interpretado por Fujikawa. Para el episodio 4, Asami Seto cantó una canción insertada titulada "Falling Through Starlight" como su personaje Raphtalia. Tanto Crunchyroll como Funimation transmitieron el anime. Crunchyroll transmitió la serie tanto en la versión japonesa original como con doblaje en inglés. Funimation comenzó a transmitir el doblaje el 1 de mayo de 2019. Originalmente con la intención de transmitir el doblaje en inglés simultáneamente con el japonés original, Crunchyroll anunció que habría un retraso de dos semanas en el lanzamiento de la versión en inglés el 14 de mayo, el día antes del episodio 19, "Los cuatro héroes sagrados", que estaba programado para su lanzamiento. El 13 de junio de 2022, Crunchyroll anunció que la serie recibiría un doblaje al castellano que se estrenó el 25 de julio.
En la Crunchyroll Expo de 2019 , se anunció que la serie recibirá una segunda y tercera temporada. En la Crunchyroll Expo virtual de 2020, se anunció que la segunda temporada se estrenará en 2021. Masato Jinbo reemplazará a Takao Abo como director, y el resto del personal retomará sus roles; DR Movie se une a Kinema Citrus para la producción de animación. El productor de Kadokawa, Junichiro Tamura, anunció que la espera para la tercera temporada no será tan larga como la espera entre las dos primeras temporadas. Crunchyroll obtuvo la licencia de la serie fuera de Asia.
La tercera temporada está dirigida por Hitoshi Haga, y el resto del personal de la temporada anterior regresa en sus respectivos roles. Se estrenó el 6 de octubre de 2023.
El 22 de enero de 2024, Kadokawa anunció que se ha dado luz verde para la producción una cuarta temporada. El anunció no especifica una fecha de estreno ni los miembros del personal, pero si el director Hitoshi Haga y el mismo elenco de voces de las anteriores temporadas. Se estrenó el 9 de julio de 2025.